# ル・シッド (マスネ)

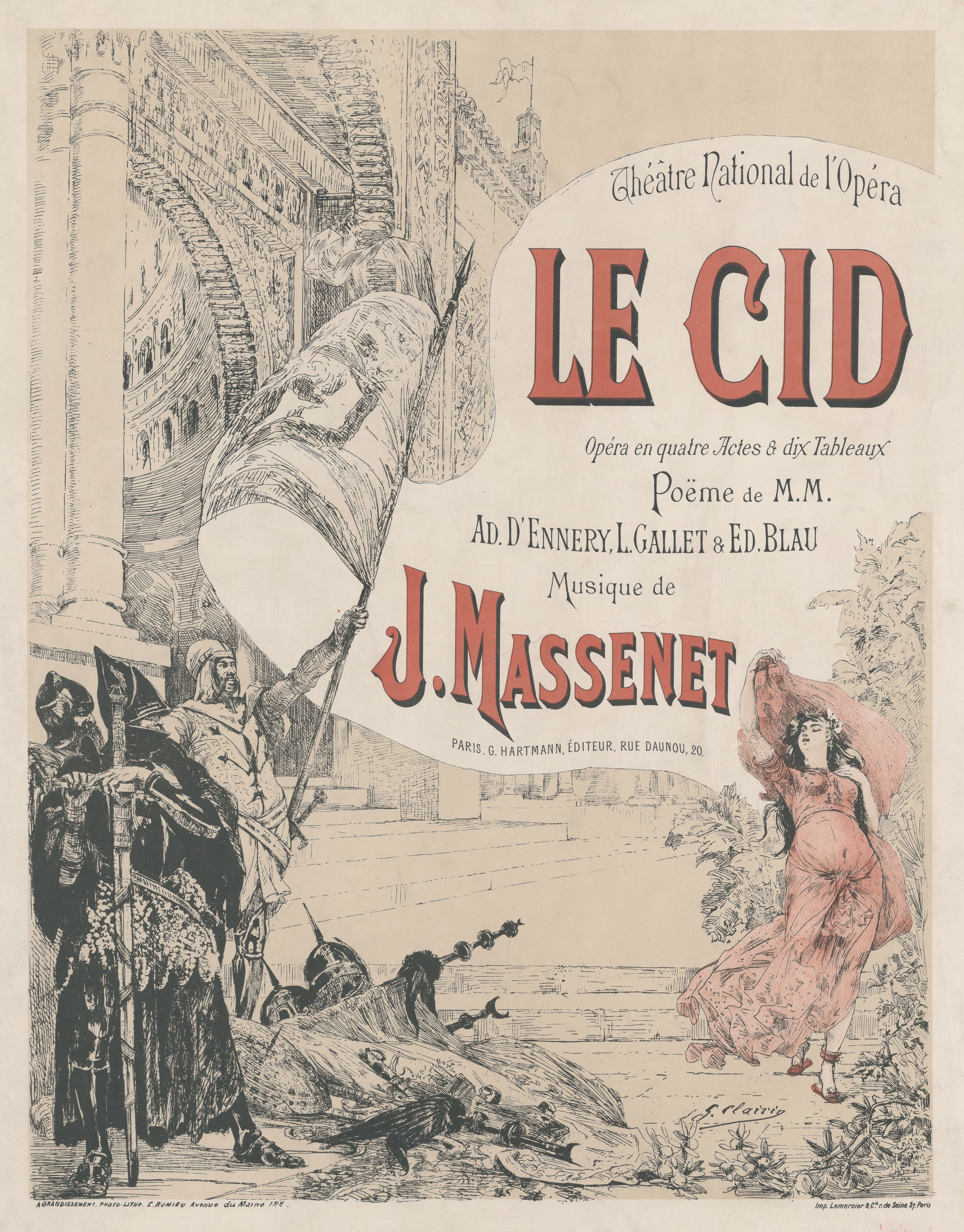
ジョルジュ・クレラン画、オペラ座での上演のためのポスター

ル・シッド（フランス語: Le Cid）は、ジュール・マスネの作曲したオペラ。「シッド」とも表記される。ピエール・コルネイユの同名の戯曲を原作とし、脚本はルイ・ガレ、エドゥアール・ブロー(Édouard Blau)、アドルフ・デヌリ(Adolphe d'Ennery)による。

## 作品
1877年初演の「ラオールの王」(Le Roi de Lahore)でオペラ作曲家として認められたマスネは、オペラ＝コミック座初演の「マノン」、国民劇場でフランス初演された「エロディアード」(Hérodiade)と次々に人気作を生み出していた。その中、1883年6月に計画が動き出した本作は「ラオールの王」と同じくルイ・ガレの脚本を用い、オペラ座での上演を前提としたグランド・オペラとして書かれた。
この作品のもととなったロドリーゴ・ディアス・デ・ビバール（「エル・シッド」El Cid）の物語はオペラの題材として高い人気があり、ジェイムズ・ハーディングによれば、マスネはこの題材を扱った史上27人目の作曲家だった。ガレとブローは1873年前後にも同じ題材に基づく「ドン・ロドリーグ Don Rodrigue」と題した脚本をジョルジュ・ビゼーのために提供していたが、この作品は未完に終わり、彼らはその一部をマスネのための脚本に転用している。
1885年11月30日にオペラ座で初演された作品は成功を収め、1919年にはオペラ座での150回目の公演を迎えたが、その後、主に配役の難しさによって取り上げられる機会は減っている。ロドリーグ役の経験があるプラシド・ドミンゴは、「正しく演じられれば非常に大きな劇的可能性を持つ」としながらも、「上演には対価が大きく、また非常に難しい作品」という。
初演を評したヴィクトル・ヴィルデル(Victor Wilder)はグランド・オペラ特有の効果や鋭い対比を操るマスネの技量を評価しているが、グランド・オペラの様式に則ったマスネの作品はこれが最後となった。これについて新グローヴオペラ事典は「この台本のスケールをとらえるのに十分な才能が」マスネにあったとし、作品の優れた部分を挙げつつも、英雄的な声の歌手やグランド・オペラ的な大仕掛けよりも「もっと身近な題材を扱うほうが、明らかに彼の性に合っていた」と述べる。

## 配役
『新グローヴオペラ事典』と1885年刊のヴォーカルスコアを参照した。
| 人物名                   | 原名                | 声域                              | 説明           |
| ------------------------ | ------------------- | --------------------------------- | -------------- |
| ロドリーグ（ル・シッド） | Rodrigue (Le Cid)   | "Premier Ténor"                   |                |
| シメーヌ                 | Chimène             | ソプラノ・ドラマティコ            |                |
| 王女                     | L'infante           | ソプラノ                          |                |
| ドン・ディエーグ         | Don Diègue          | "Première Basse"                  | ロドリーグの父 |
| 王                       | Le Roi              | "Premier Baryton"                 |                |
| ゴルマ伯爵               | Le Conte de Gormans | "Première Basse chantante"        | シメーヌの父   |
| 聖ジャック（聖ヤコブ）   | St. Jacques         | バリトン                          |                |
| ムーア人の使者           | L'envoyé Maure      | "Basse chantante"もしくはバリトン |                |
| ドン・アリアス           | Don Arias           | テノール                          |                |
| ドン・アロンゾ           | Don Alonzo          | バス                              |                |

- 合唱：紳士淑女たち、司教と神父・僧侶たち、兵士たち、民衆
- バレエ団

## 物語

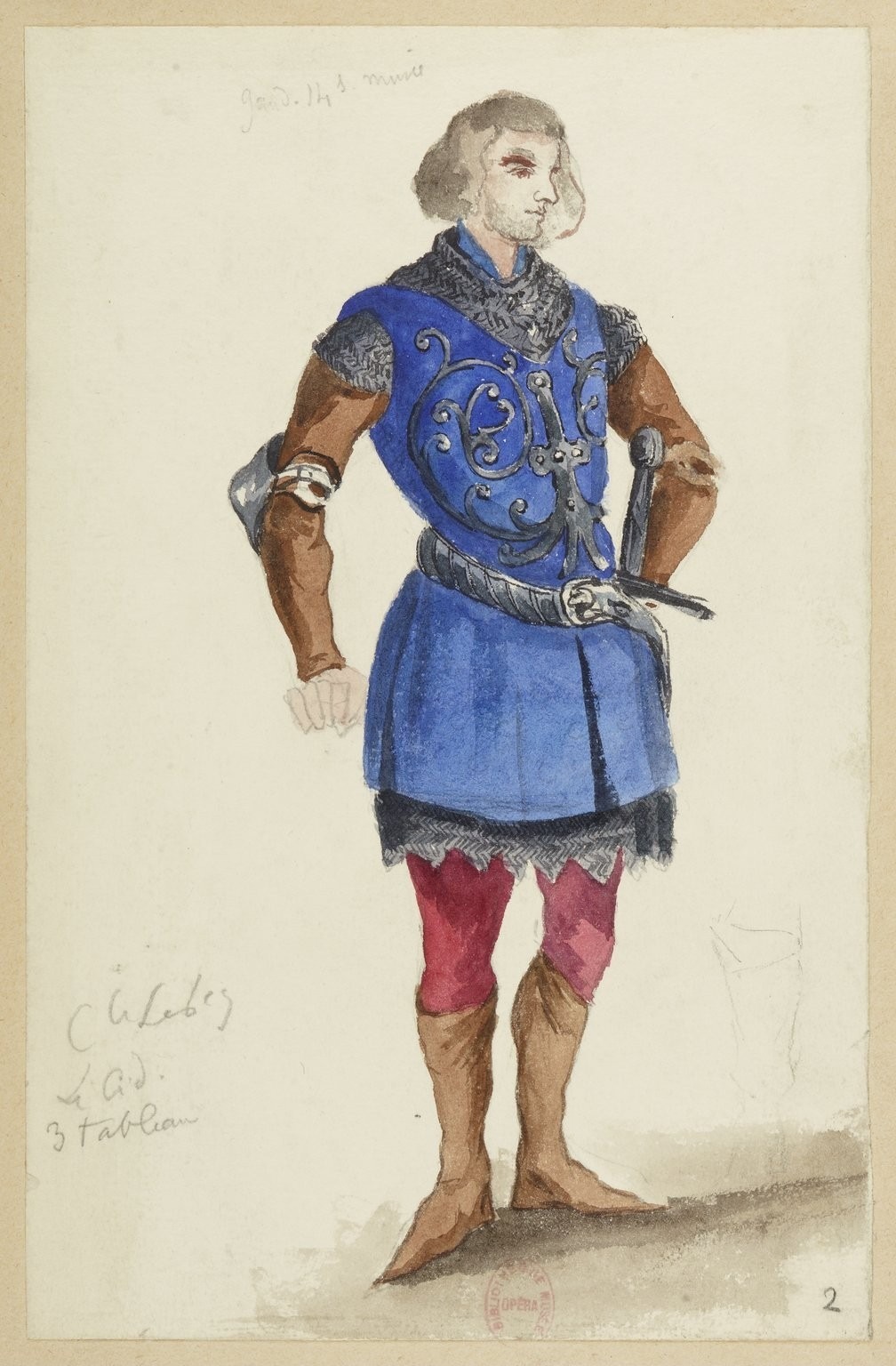
初演時のロドリーグの衣装のスケッチ。Ludovic-Napoléon Lepic画

『新グローヴオペラ事典』と『オペラ名曲百科』を参照した。
舞台は11世紀のスペイン。フランス・オペラには珍しい、型通りのソナタ形式による序曲がおかれている。

### 第1幕

#### 第1場
ゴルマ伯爵の館のサロン。ムーア人を退却させた英雄であるロドリーグが騎士の称号を与えられることに決まり、式典の準備が進んでいる。シメーヌが登場し、ロドリーグを愛していることを父親のゴルマ伯爵に伝えて祝福される。王女が現れ、彼女もロドリーグを愛しているが身分違いのために身を引き、シメーヌを祝福する（「疑いをわたしの心のなかにとどめておいてください」Mets la main sur mon coeur）。

#### 第2場
王宮へ通じる回廊と大聖堂の入口。王はロドリーグを騎士に任じることを民衆の前で宣言し、ロドリーグは授かった剣を手に喜びを歌う（「高貴なる輝く剣よ」O noble lame étincelante）。続けて王は、ドン・ディエーグを皇太子の近衛隊長に任じることを発表する。自分が選ばれるものだと考えていたゴルマ伯爵は憤慨し、ドン・ディエーグを侮辱する。ドン・ディエーグは復讐を誓い、ロドリーグにゴルマ伯爵への報復を託す。恋人の父親と戦わなければならないことにロドリーグは苦しむ。

### 第2幕

#### 第1場
夜。伯爵の家の近く、ブルゴスの路上。思い悩みながらも伯爵家を訪ねたロドリーグは伯爵と決闘し、相手を殺す。ドン・ディエーグは復讐が果たされたことを喜ぶが、ロドリーグは後悔している。駆けつけてきたシメーヌは、ロドリーグの様子から彼が父を殺したことを察する。

#### 第2場
ブルゴスの王宮の前の広場。民衆は踊りながら春の訪れを喜び、王女を賛美する。シメーヌが駆け込んできて、父を殺したロドリーグへの裁きを王へ乞う。ドン・ディエーグは自分が身代わりに罰せられようとし、場は混乱に陥るが、そこに伝令が現れ、ムーア人からの再びの宣戦布告を伝える。ロドリーグは、裁きは戦いの後にし、敵を倒すために出陣させてほしいと願い出る。

### 第3幕

#### 第1場

第3幕第1場、シメーヌとロドリーグの対話。イリュストラシオン紙に掲載された初演の記録

夜、シメーヌの部屋。悲運を嘆くシメーヌ（「わたしの目よ、涙を流しなさい」Pleurez, pleurez, mes yeux）。そこへ別れを告げにロドリーグが現れる。シメーヌは怒りで応えるが、変わらぬ愛を伝えるロドリーグに、彼女は恨みの気持ちと愛情の間で混乱していく。

#### 第2場
ロドリーグの陣営。歌い騒ぐ兵士のもとにロドリーグが現れ、兵士たちの覚悟を改めて問う。

#### 第3場
ロドリーグのテントの中。ロドリーグは勝利を祈る（「君主よ、神よ、父よ」O souverain, ô juge, ô père）。そこへ光とともに聖ジャックの姿が現れ、願いが聞き届けられ、戦いは勝利に終わると啓示を下す。

#### 第4場
再びロドリーグの陣営。朝、兵士たちは戦いに向けて奮い立っている。勝利を確信したロドリーグが出陣していく。

### 第4幕

#### 第1場
グラナダの王宮の広場。ロドリーグが戦死したとの報を聞き、ドン・ディエーグとシメーヌは嘆き悲しむ（「息子は死んでしまった」Ainsi, mon fils est mort!）。しかし、ロドリーグが生還したと王が告げ、二人は喜ぶ。

#### 第2場
グラナダの王宮の中庭。勝利を収めたロドリーグは歓呼の声に迎えられる。改めて裁きを乞うロドリーグに、王はシメーヌ自らが裁くことを命じる。ためらうシメーヌを見てロドリーグは自裁しようとするが、シメーヌはロドリーグを許し、彼を愛していることを告白する。結ばれた二人は一同に祝福される。

## バレエ音楽
第2幕第2場冒頭のバレエ音楽は、単独の管弦楽曲としてよく取り上げられる。ロシタ・マウリを想定して書かれたもので、彼女の発案によりスペイン各地の「様々な興味深いリズム」が盛り込まれている。以下の7曲からなり、通しての演奏時間は約20分。
1. Castillane
2. Andalouse
3. Aragonaise
4. Aubade
5. Catalane
6. Madrilene
7. Navarraise